# The Addams Family: Pugsley's Scavenger Hunt
The Addams Family: Pugsley's Scavenger Hunt est un jeu vidéo de plates-formes développé et édité par Ocean Software en 1993 sur Super Nintendo, Game Boy et Nintendo Entertainment System.
Les versions NES et Game Boy ne sont pas directement liées à la version Super Nintendo de Pugsley's Scavenger Hunt, seul le personnage de Pugsley a été repris. Ces deux versions sont une adaptation du précédent jeu The Addams Family, publié en 1992.

## Gameplay
The Addams Family: Pugsley's Scavenger Hunt est un jeu de plateforme classique où le personnage peut sauter, courir et bondir sur les ennemis. Le joueur incarne Pugsley Addams et doit retrouver les objets cachés par sa sœur Mercredi dans toutes les pièces du manoir de la famille Addams. Le joueur dispose de trois cœurs et de sept vies pour terminer le jeu, les continus sont infinis mais le joueur reprend depuis le départ s'il perd toutes ses vies.
Les niveaux contiennent divers bonus que le joueur peut gagner en tuant des ennemis ou bien en récupérant les dollars dorés dispersés un peu partout. Une fois 50 000 points récoltés, le joueur gagne une vie. Les dollars peuvent restituer un cœur au joueur s'il en trouve vingt-cinq ou une vie avec cent dollars. Les informations du jeu, telles que le score, le nombre de vies et la liste des objets, sont indiquées dans l'inventaire en pressant la touche Select. La liste des objets représente les niveaux du jeu, chaque niveau comprend un boss, une fois battu, l'inventaire coche l'objet récupéré selon le niveau choisi. Les niveaux sont conçus avec beaucoup de secrets, principalement composés de faux murs et de mécanismes à activer pour ouvrir un passage. Les boss de Pugsley's Scavenger Hunt sont au nombre de six, le joueur affrontera une pieuvre géante, une araignée dans le laboratoire de Fétide Addams ou encore une machine à laver dans le sous-sol du manoir.